# Rolla (Dakota del Norte)
Rolla es una ciudad ubicada en el condado de Rolette en el estado estadounidense de Dakota del Norte. En el censo de 2010 tenía una población de 1280 habitantes y una densidad poblacional de 344,88 personas por km².

## Geografía
Rolla se encuentra ubicada en las coordenadas 48°50′37″N 99°36′34″O / 48.84361, -99.60944. Según la Oficina del Censo de los Estados Unidos, Rolla tiene una superficie total de 3.71 km², de la cual 3.71 km² corresponden a tierra firme y (0%) 0 km² es agua.

## Demografía
Según el censo de 2010, había 1280 personas residiendo en Rolla. La densidad de población era de 344,88 hab./km². De los 1280 habitantes, Rolla estaba compuesto por el 54.06% blancos, el 0.08% eran afroamericanos, el 40.86% eran amerindios, el 0.63% eran asiáticos, el 0% eran isleños del Pacífico, el 0.16% eran de otras razas y el 4.22% pertenecían a dos o más razas. Del total de la población el 1.8% eran hispanos o latinos de cualquier raza.